# Paul Burger (Politiker)
Georg Paul August Burger (* 20. August 1887 in Heilbronn; † 11. August 1947 in Trossingen) war ein deutscher Politiker.

## Leben
Als Sohn eines Kaufmanns geboren, studierte Burger nach dem Besuch des Gymnasiums in Heilbronn Rechtswissenschaften in Tübingen und Berlin. Während seines Studiums wurde er 1906 Mitglied der Burschenschaft Germania Tübingen. Nach seinem ersten Examen 1911 wurde er 1912 zum Dr. iur. promoviert. 1914 folgte sein zweites Examen. Am Ersten Weltkrieg nahm er als Freiwilliger teil. Nach dem Krieg wurde er Rechtsanwalt und ab 1919 Syndikus der Stuttgarter Handelskammer bzw. ab 1924 der Industrie- und Handelskammer. Ab 1919 war er auch Schriftleiter der Württembergischen Wirtschafts-Zeitschrift. 1919 wurde er Mitglied der Deutschen Volkspartei (DVP), für die er 1928 bis 1932 als Abgeordneter im Württembergischen Landtag saß.

## Ehrungen
- Eisernes Kreuz I und II

## Veröffentlichungen
- Die Erstreckung der Hypothek auf die Forderung gegen den Versicherer. Dissertation Universität Erlangen 1912.